# Sisyrinchium fasciculatum
Sisyrinchium fasciculatum är en irisväxtart som beskrevs av Friedrich Wilhelm Klatt. Sisyrinchium fasciculatum ingår i släktet gräsliljor, och familjen irisväxter. Inga underarter finns listade i Catalogue of Life.